# Исанти (округ)
Иса́нти (англ. Isanti County, /aɪˈsæntiː/) — округ в штате Миннесота (США). Административный центр и крупнейший город — Кеймбридж. По переписи 2010 года в округе проживают 37 816 человек. Плотность населения составляет 33,3 чел./км².

## География

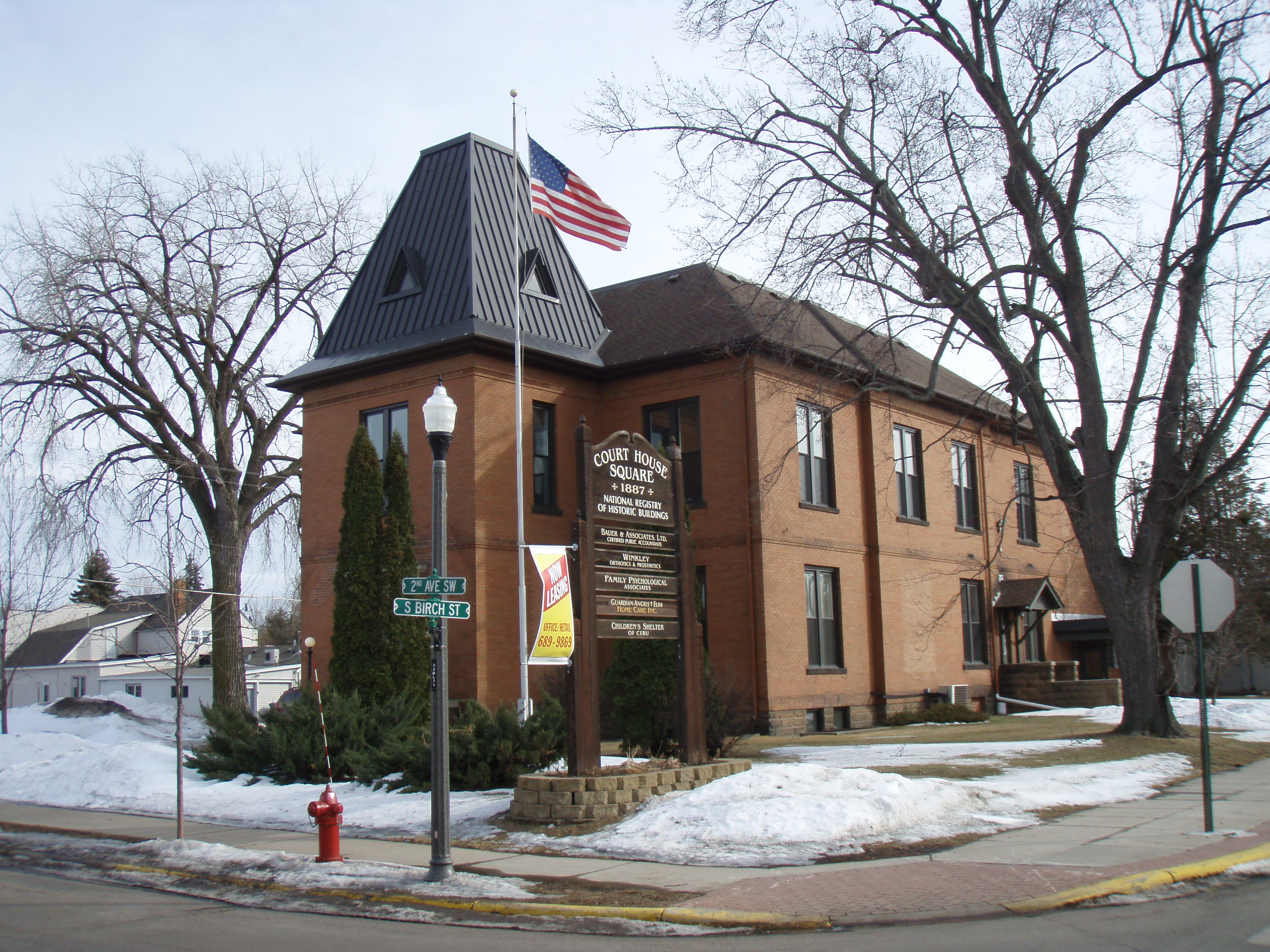
Здание суда округа Исанти

Исанти расположен на востоке штата Миннесота. Площадь округа — 1170 км², из которых 1136,9 км² — суша, а 33,1 км² — вода.
Исанти граничит с округами Канейбек (север), Пайн (северо-восток), Шисаго (восток), Анока (юг), Шерберн (юго-запад) и Милл-Лакс (северо-запад).
Рельеф округа был сформирован в ходе ледникового периода. Он включает в себя моренные холмы, вымытые песчаные равнины, ледниковые озёра, реки и болота. В округе находятся два вида ледниковых наносов разного возраста и состава. 60 % территории Исанти занимает песчаная равнина Анока, сформированная рекой Миссисипи. Она характеризуется относительно гладкими впадинами, большим количеством изолированных болот и дюнами

## История
Округ был основан в 13 февраля 1857 года. Имя округа произошло от устаревшего названия племени индейцев сиу, которое проживало на реке Рам и озёрах Милл-Лакс.

## Население
В 2010 году на территории округа проживало 37 816 человек (из них 50,4 % мужчин и 49,6 % женщин), насчитывалось 13 972 домашних хозяйства и 10 126 семьи. Расовый состав: белые — 96,0 %, афроамериканцы — 0,6 %, коренные американцы — 0,5 %, азиаты — 0,8 и представители двух и более рас — 1,6 %. Согласно переписи 2014 года в округе проживали 38 190 человек, из них 34,8 % имели немецкое происхождение, 16,2 % — норвежское, 4,7 % — польское, 10,3 % — ирландское.
Население округа по возрастному диапазону распределилось следующим образом: 25,9 % — жители младше 18 лет, 61,7 % — от 18 до 65 лет и 12,4 % — в возрасте 65 лет и старше. Средний возраст населения — 37,6 лет. На каждые 100 женщин в округе приходилось 101,7 мужчин, при этом на 100 совершеннолетних женщин приходилось уже 100,7 мужчин сопоставимого возраста.
Из 13 972 домашних хозяйств 57,6 % представляли собой совместно проживающие супружеские пары (23,9 % с детьми младше 18 лет), в 8,9 % семей женщины проживали без мужей, в 5,9 % семей мужчины проживали без жён, 27,5 % не имели семьи. В среднем домашнее хозяйство ведут 2,67 человек, а средний размер семьи — 3,09 человека.
В 2014 году из 29 667 трудоспособных жителей старше 16 лет имели работу 19 346 человек. При этом мужчины имели медианный доход в 47 968 долларов США в год против 37 841 долларов среднегодового дохода у женщин. В 2014 году медианный доход на семью оценивался в 70 113 $, на домашнее хозяйство — в 59 588 $. Доход на душу населения — 26 406 $. 5,1 % от всего числа семей в Исанти и 7,2 % от всей численности населения находилось на момент переписи за чертой бедности.
Динамика численности населения:
|  |

## Населённые пункты
Согласно данным 2010 года в округе Исанти 3 города, 13 тауншипов и 1 статистически обособленная местность:
| Вид населённого пункта | Название                 | Оригинальное название  | Население, чел. (2010) | Площадь, км² | Площадь воды, км² | Площадь суши, км² |
| ---------------------- | ------------------------ | ---------------------- | ---------------------- | ------------ | ----------------- | ----------------- |
| тауншип                | Атенс                    | Athens township        | 2177                   | 81,46        | 1,63              | 79,82             |
| тауншип                | Брадфорд                 | Bradford township      | 338                    | 92,88        | 4,45              | 88,4              |
| город                  | Брахам                   | Braham city            | 1793                   | 3,96         | 0,03              | 3,94              |
| тауншип                | Далбо                    | Dalbo township         | 743                    | 93,71        | 2,12              | 91,58             |
| город                  | Исанти                   | Isanti city            | 5320                   | 12,56        | 0,1               | 12,46             |
| тауншип                | Исанти                   | Isanti township        | 2244                   | 73,37        | 2,67              | 70,73             |
| город                  | Кеймбридж                | Cambridge city         | 8111                   | 19,89        | 0,57              | 19,32             |
| тауншип                | Кеймбридж                | Cambridge township     | 2379                   | 80,6         | 4,87              | 75,73             |
| тауншип                | Мейпл-Ридж               | Maple Ridge township   | 761                    | 92,38        | 1,81              | 90,57             |
| тауншип                | Норт-Бранч               | North Branch township  | 1779                   | 90,65        | 1,27              | 89,38             |
| тауншип                | Оксфорд                  | Oxford township        | 888                    | 61,41        | 3,06              | 58,33             |
| тауншип                | Спенсер-Брук             | Spencer Brook township | 1589                   | 91,66        | 4,35              | 87,31             |
| тауншип                | Спрингвейл               | Springvale township    | 1447                   | 91,5         | 2,49              | 89,02             |
| тауншип                | Станфорд                 | Stanford township      | 2267                   | 101,92       | 2,56              | 99,35             |
| тауншип                | Станчфилд                | Stanchfield township   | 1209                   | 88,66        | 2,36              | 86,3              |
|                        | СОМ Станчфилд            | Stanchfield CDP        | 118                    | 1,37         | 0                 | 1,37              |
|                        | остальная часть тауншипа |                        | 1091                   | 87,28        | 2,36              | 84,93             |
| тауншип                | Уайанетт                 | Wyanett township       | 1729                   | 92,46        | 6,79              | 85,7              |